# Giulia Farnese
Giulia Farnese (n. 1474 în Canino sau Capodimonte – 23 martie 1524 în Roma), numită și Bella a fost sora papei Paul al III-lea și una dintre metresele papei Alexandru al VI-lea.